# Runstaven
Runstaven (org. Runstaven), ISBN 91-7898-220-0, är en fantasyroman av Michael Moorcock.